# Gorzów Wielkopolski (stad)
Gorzów Wielkopolski ([ˈgɔʒuf vʲɛlkɔ'pɔlski]; Duits: Landsberg an der Warthe) is een stad in Polen. De stad is een zelfstandig stadsdistrict in het woiwodschap Lubusz. De oppervlakte bedraagt 86,03 km², het inwonertal 125.578 (2005). De stad ligt aan rivier de Warthe.

## Geschiedenis
De streek rond Gorzów was waarschijnlijk al in de prehistorie bewoond. Vanaf de zesde eeuw, na de Grote Volksverhuizing, trokken Slavische stammen vanuit het oosten het gebied binnen. In de 13e eeuw haalde groothertog Leszek I Duitse kolonisten naar de spaarzaam bewoonde regio die later Neumark zou gaan heten. Na zijn dood in 1227 breiden de markgraven van Brandenburg hun macht uit ten oosten van de Oder.
Op een plek waar de rivier de Warthe gemakkelijk overgestoken kon worden werd in 1257 door markgraaf Johan I van Brandenburg de stad Neu Landsberg gesticht. Deze naam was tot in de 16e eeuw in gebruik. Door de ligging aan handelsroutes van het oosten naar het westen waren handel, markten, de op- en overslag van goederen en het innen van accijnzen belangrijke economische activiteiten. Veel bewoners van de nieuwe stad kwamen uit het Nederduitse taalgebied in het noorden en noordwesten van het Duitsland. 
In 1321 werd Neu Landsberg beveiligd met stadsmuren en poorten. In de 14e eeuw was de stad uitgegroeid tot het economische centrum van de omgeving. Het protestantisme kwam op in de 16e eeuw. De keurvorsten van Brandenburg stelden daarop de lutherse landskerk in. De uit 1360 stammende stadsschool werd een gymnasium. 
Nadat tijdens de Dertigjarige Oorlog (1618–1648) de voorsteden van Landsberg waren verwoest, groeide de stad uit tot een belangrijk handelscentrum met Polen. Ook Brandenburg groeide: de keurvorst was vanaf 1618 tevens hertog van Pruisen in een unie Brandenburg-Pruisen. In 1701 werd dit het Koninkrijk Pruisen dat zich door het inlijven van gebieden ontwikkelde tot een grote Europese mogendheid. In dit nieuwe koninkrijk Pruisen had de stad een centrale ligging. Vanwege haar strategisch belang werd in de stad een groot garnizoen gelegerd, dat ongeveer 1.000 van de ruim 5.000 inwoners omvatte. 
De 18e eeuw kende de opkomst van lakenindustrie en wolhandel. De aansluiting op het spoorwegnet in 1857 met de Ostbahn van Berlijn naar Koningsbergen leidde tot economische groei en industrialisatie. Deze bracht een aanzienlijke bevolkingsgroei met zich mee, naar 21.000 inwoners in 1875 en het dubbele in 1910. Daarna liep de groei terug. 
De Joodse gemeente van Landsberg ontstond in de 18e eeuw en bereikte haar grootste omvang in 1875 met 600 gemeenteleden. In 1939 zijn de nog ca. 100 overgebleven Joden gedeporteerd naar vernietigingskampen.
In de jaren twintig van de 20e eeuw raakte de naam Landsberg (Warthe) ingeburgerd. Rond 1900 waren er in Landsberg an der Warthe twee protestantse kerken, een katholieke kerk en een synagoge.
Op 29 januari 1945, toen het Rode Leger de stad naderde, gaven de autoriteiten opdracht tot evacuatie van de stad, waar toen zo'n 50.000 mensen verbleven. Toen de Sovjets op de late avond van 29 januari 1945 Landsberg zonder strijd innamen, waren er nog ongeveer 30.000 burgers in de stad. Het kazernecomplex werd ingericht als concentratiekamp voor Duitsers. De bevolking, voor zover niet al gevlucht, werd gedeporteerd naar het westen.
Na de Tweede Wereldoorlog werd de Oder-Neissegrens de nieuwe grens tussen Duitsland en Polen. De stad kwam in Polen te liggen en  kreeg een nieuwe naam: Gorzów nad Wartą. Dit werd in november 1946 veranderd werd in Gorzów Wielkopolski (Gorzów in Groot-Polen). De nieuwe bewoners waren voor een groot deel afkomstig uit Groot-Polen. Door gebiedsuitbreiding en de bouw van omvangrijke nieuwe stadswijken was de stad gegroeid tot 126.00 aantal inwoners in het jaar 2000.

## Verkeer en vervoer

### Spoorlijnen
De stad heeft sinds 1857 een station aan de Ostbahn van Berlijn naar het voormalige Oost-Pruisen. Er is een zijlijn naar Zbąszynek. De spoorlijn naar Myślibórz is in 2001 gesloten en grotendeels ontmanteld.

### Tramlijnen
Sinds 1899 heeft de stad een tramnet. Het 13 kilometer lange tramnet wordt geëxploiteerd door vervoersbedrijf 'MZK Gorzów Wielkopolski'.

## Bekende inwoners van Landsberg/Gorzów

### Geboren
- Friedrich Wilhelm von der Groeben (1774–1839), Pruisisch generaal
- Gottfried Bernhardy (1800–1875), hoogleraar filologie in Berlijn en lid van o.a. de wetenschappelijke academies van Pruisen en Rusland
- Julius Gottlieb Wilhelm Adolf von Zastrow (1802–1884), Pruisisch generaal
- Eduard Boas (1815–1853), auteur van reisverslagen
- Otto von Flotow (1822–1900), Pruisisch generaal
- Arthur Moritz Schoenflies (1853–1928), wiskundige
- Otto Antrick (1858–1924), fabrikant en socialistisch rijksdag afgevaardigde (SPD)
- Georg Axhausen (1877–1960), grondlegger van de kaakchirurgie
- Marie Juchacz (1879–1956), feministe, actief in de SPD, vluchtte in 1941 naar Amerika en keerde in 1949 terug
- Victor Klemperer (1881–1960), hoogleraar Romaanse talen, wegens zijn joodse afkomst ontslagen en  onder huisarrest gesteld, hield van 1933 tot en met 1945 een dagboek bij dat werd uitgegeven als ‘Ich will Zeugnis ablegen bis zum letzten’ en in het Nederlands is vertaald als Tot het bittere einde. Zijn studie van het nationaalsocialistisch taalgebruik verscheen als Lingua Tertii Imperii
- Elisabeth Röhl (1888–1930), SPD-politica in het parlement van Weimar
- Kurt Scharf (1902–1990), lutherse bisschop van Berlijn
- Johannes Zoschke (1910–1944), lid van de communistische ondergrondse in Berlijn, ter dood veroordeeld
- Rudolf Daber (1929), voorzitter ‘Gesellschaft für Geologische Wissenschaften der DDR’
- Christa Wolf (1929–2011), schrijfster uit de voormalige DDR
- Gottfried Kiesow (1931–2011), voorzitter van de ‘Deutschen Stiftung Denkmalschutz’ (monumentenzorg) en oprichter van de academie voor restauratietechnieken
- Kazimierz Marcinkiewicz (1959), conservatief politicus en premier van Polen
- Marek Jurek (1960), conservatief parlementslid in Warschau en in Brussel
- Adam Bałdych (1986), jazzviolist
- Paulina Dudek (1997), voetbalster
- Dawid Kownacki (1997), voetballer
- Sebastian Walukiewicz (2000), voetballer

## Galerij

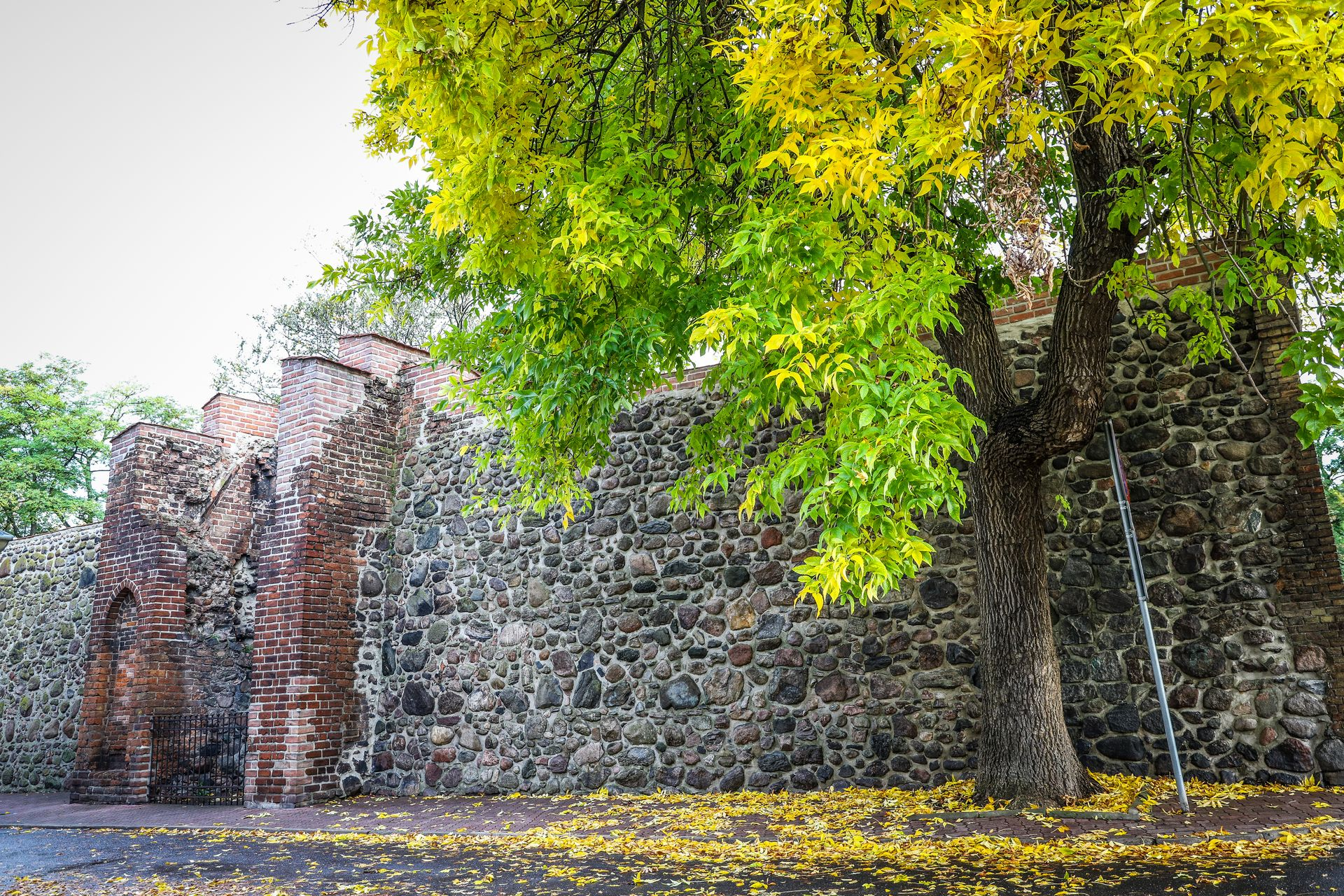
Stadsmuur
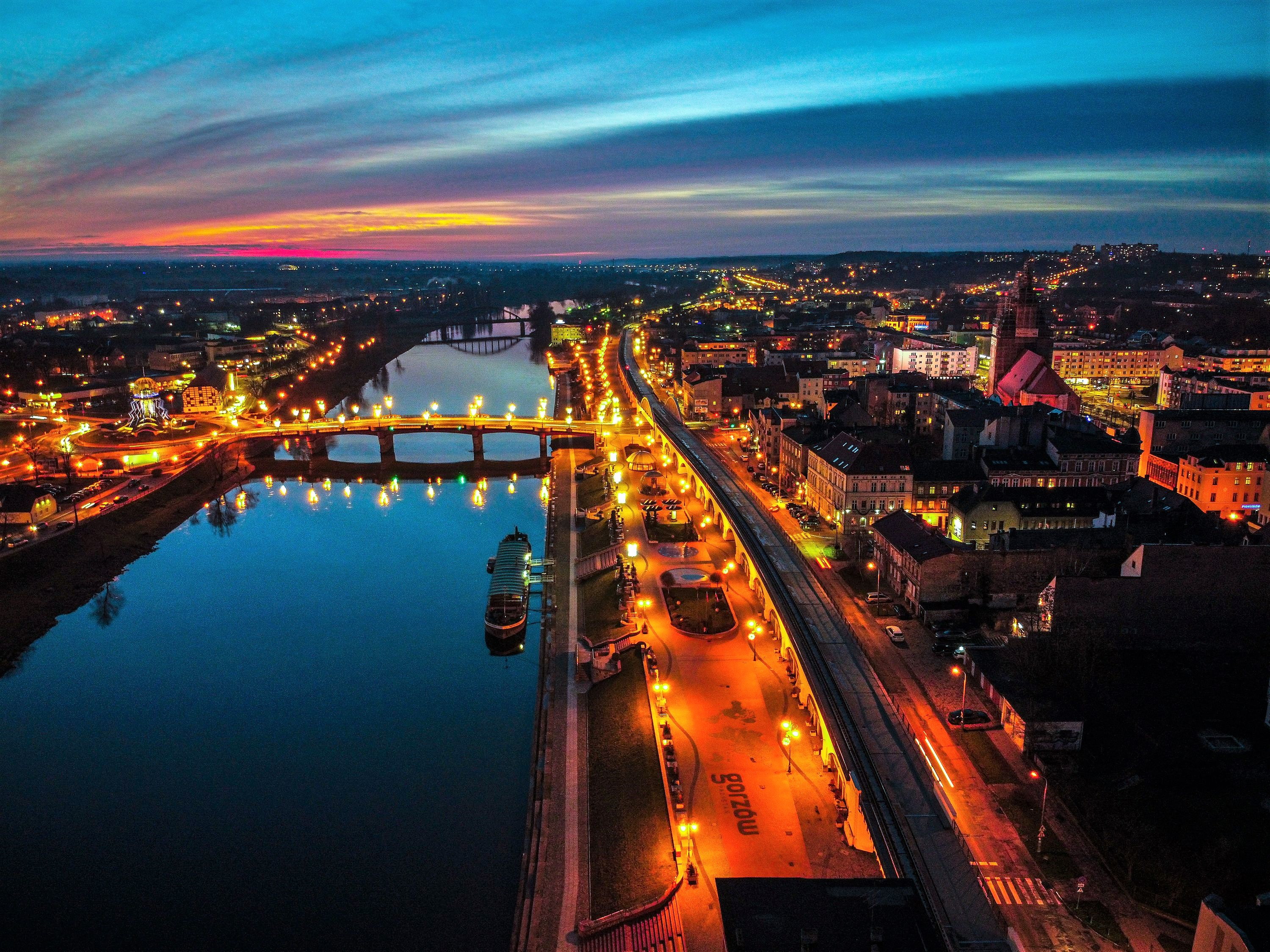
Uitzicht
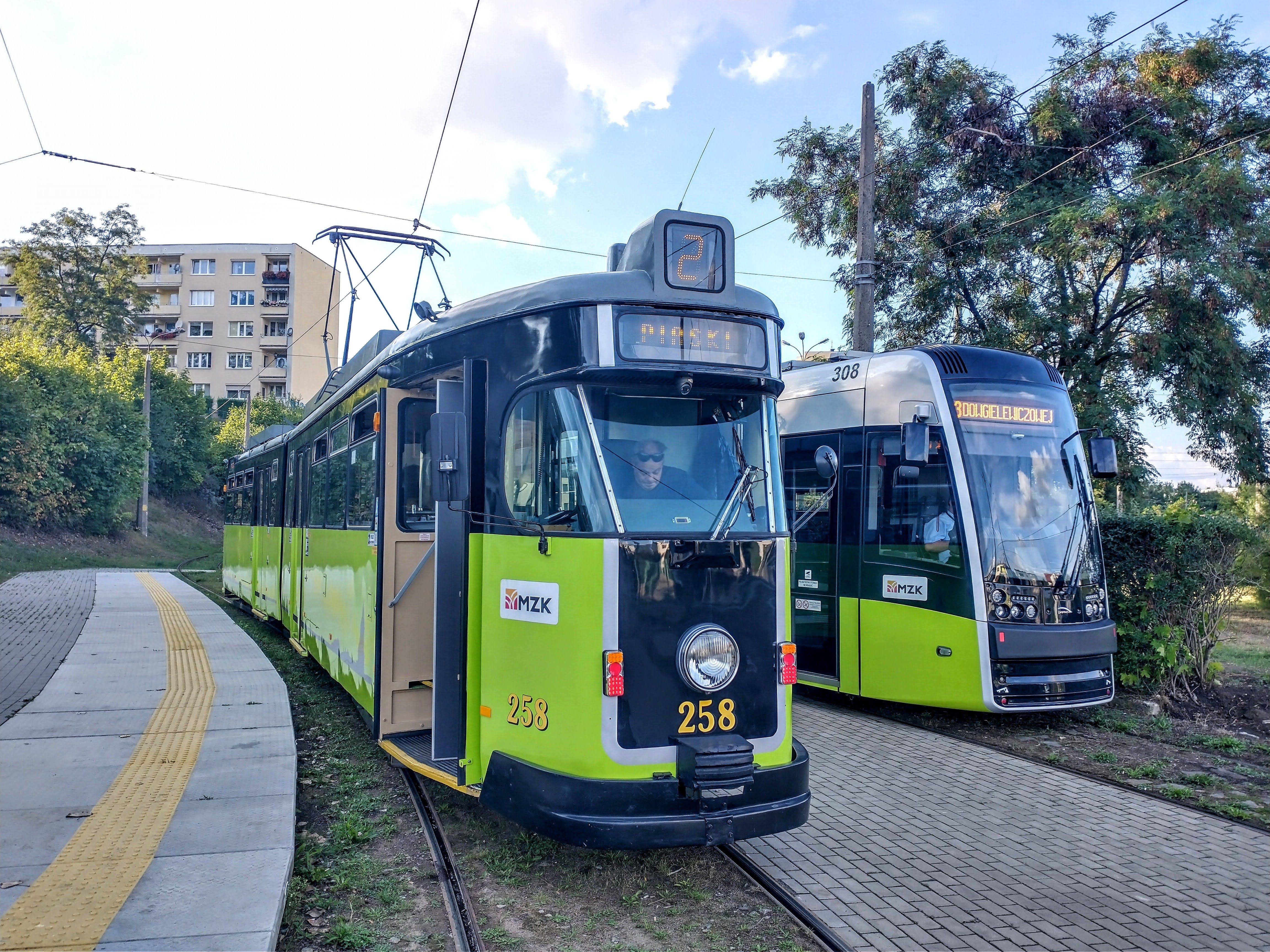
tram

Stadsdistricten:
Gorzów Wlkp. · Zielona Góra 

Districten:
Gorzów · Krosno · Międzyrzecz · Nowa Sól · Słubice · Strzelce-Drezdenko · Sulęcin · Świebodzin · Wschowa · Zielona Góra · Żagań · Żary
1. ↑  Tramwaje w Gorzowie: Czy i jak budować linie w mniejszych miastach?